# Klarissenkloster Hall in Tirol
Das Klarissenkloster zu St. Sebastian stand an der Stelle der jetzigen Nervenheilanstalt in der Thurnfeldgasse in Hall in Tirol.

## Geschichte

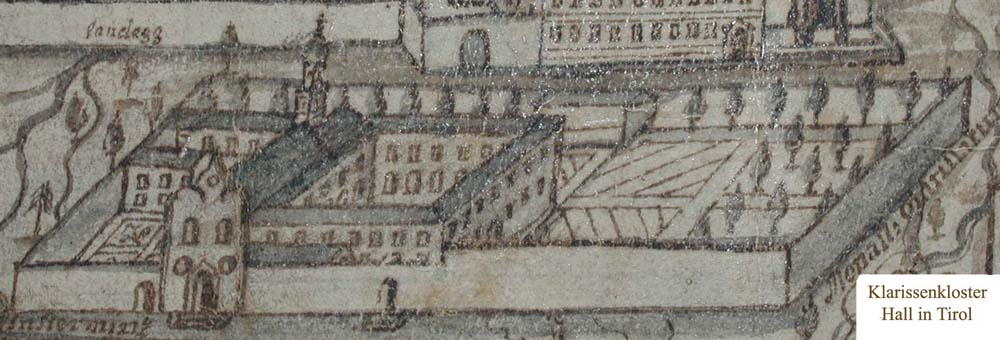
Das Klarissenkloster zu Hall in Tirol (1768)

Mit Hilfe von Stiftungen wohltätiger Haller Bürger erwarben die Klarissen die Kirche, die den heiligen Pestpatronen Sebastian, Rochus, Pirmin und Christoph geweiht war, und ein angrenzendes Wohnhaus. Im Jahre 1720 kamen sechs Schwestern aus dem Klarissenkloster Brixen nach Hall, um das Kloster zu beziehen. Da sich das Haus jedoch als zu klein erwies, wurde ein neues Klostergebäude errichtet, das 1723 fertiggestellt wurde. Die Seelsorge bei den Klarissen übernahmen die Franziskaner (OFM) des Haller Klosters, wobei ab 1768 der Beichtvater und Prediger der Schwestern in einem angrenzenden Haus wohnte.
Das Klarissenkloster entwickelte sich sehr gut, sodass während der kurzen Zeit seines Bestandes etwa neunzig Schwestern in Hall lebten. 1759 erwarben die Haller Klarissen den Ansitz Waldgries in St. Justina bei Bozen. Die Klosteraufhebungen unter Kaiser Josef II. trafen aber auch die Haller Klarissen. 1782 mussten die Klarissen das Kloster verlassen und ihr ganzer Besitz wurde vom staatlichen Religionsfonds beschlagnahmt. Die meisten Schwestern blieben in Hall, einige fanden Aufnahme in anderen Klöstern. 1837 starb die letzte Haller Klarissin – Apollonia Mayr – im Alter von 87 Jahren in Pradl. Im Jahre 1802 wurden die Gebeine der verstorbenen Schwestern aus der Gruft der Klosterkirche an die Südseite der Haller Pfarrkirche umgebettet, woran noch heute eine kleine Gedenktafel an der Kirchenwand erinnert. Das Kloster und die Kirche wurden einige Zeit als Kaserne verwendet, bis dort 1830 die Nervenheilanstalt errichtet wurde.